# Prawo zakonne
Prawo zakonne – część prawa kanonicznego, regulująca działalność i organizację instytutów życia konsekrowanego, np. zakonów.
Prawo zakonne jest uregulowane m.in. przez Kodeks prawa kanonicznego.
 Zapoznaj się z zastrzeżeniami dotyczącymi pojęć prawnych w Wikipedii.